# Taktschiebeverfahren

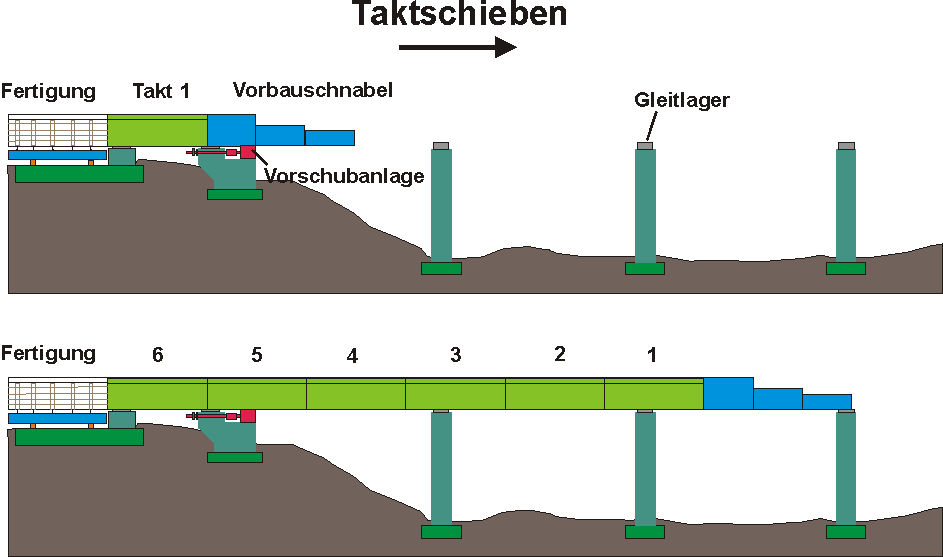
Taktschiebeverfahren

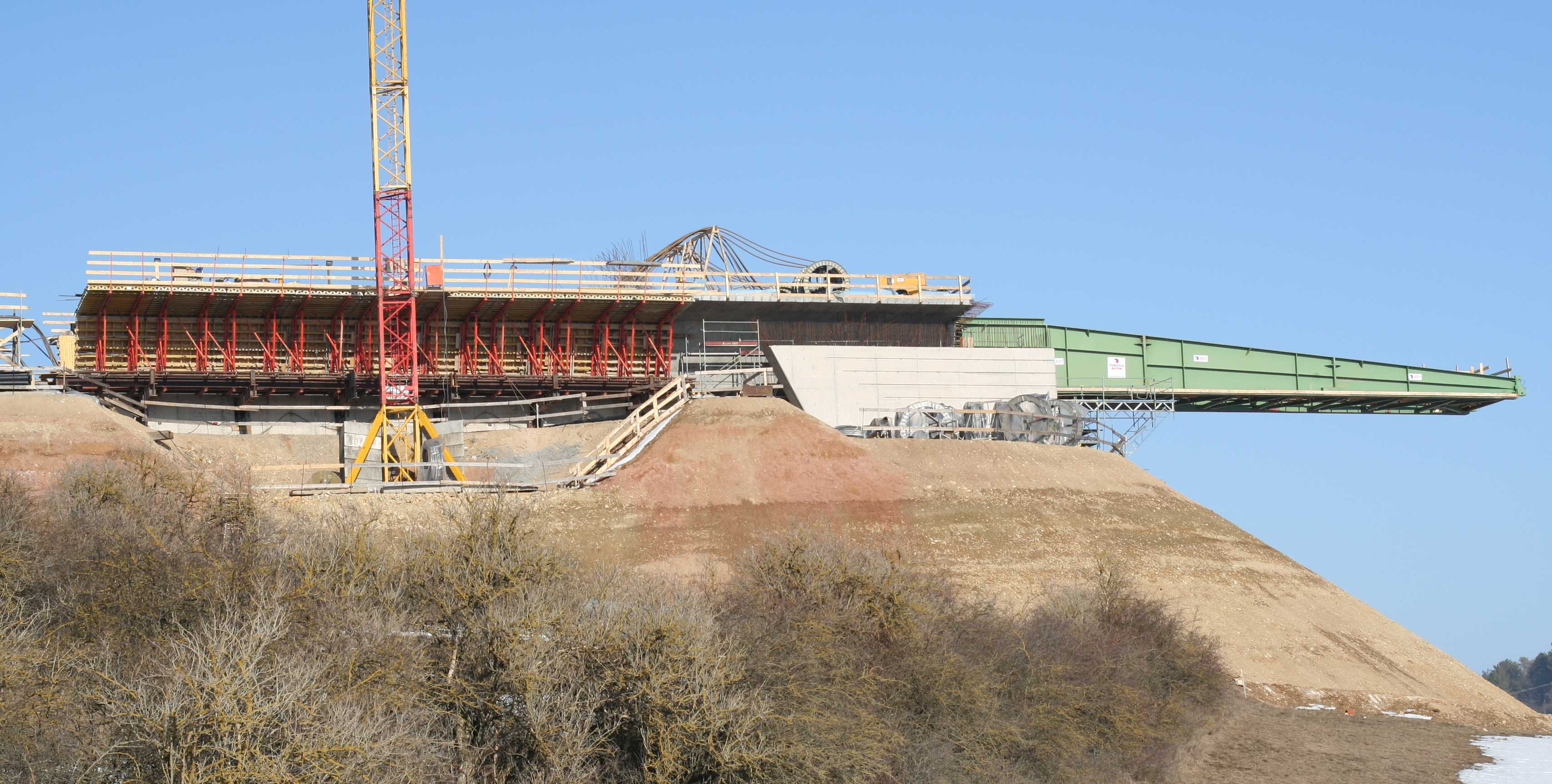
Taktanlage Talbrücke Weißa

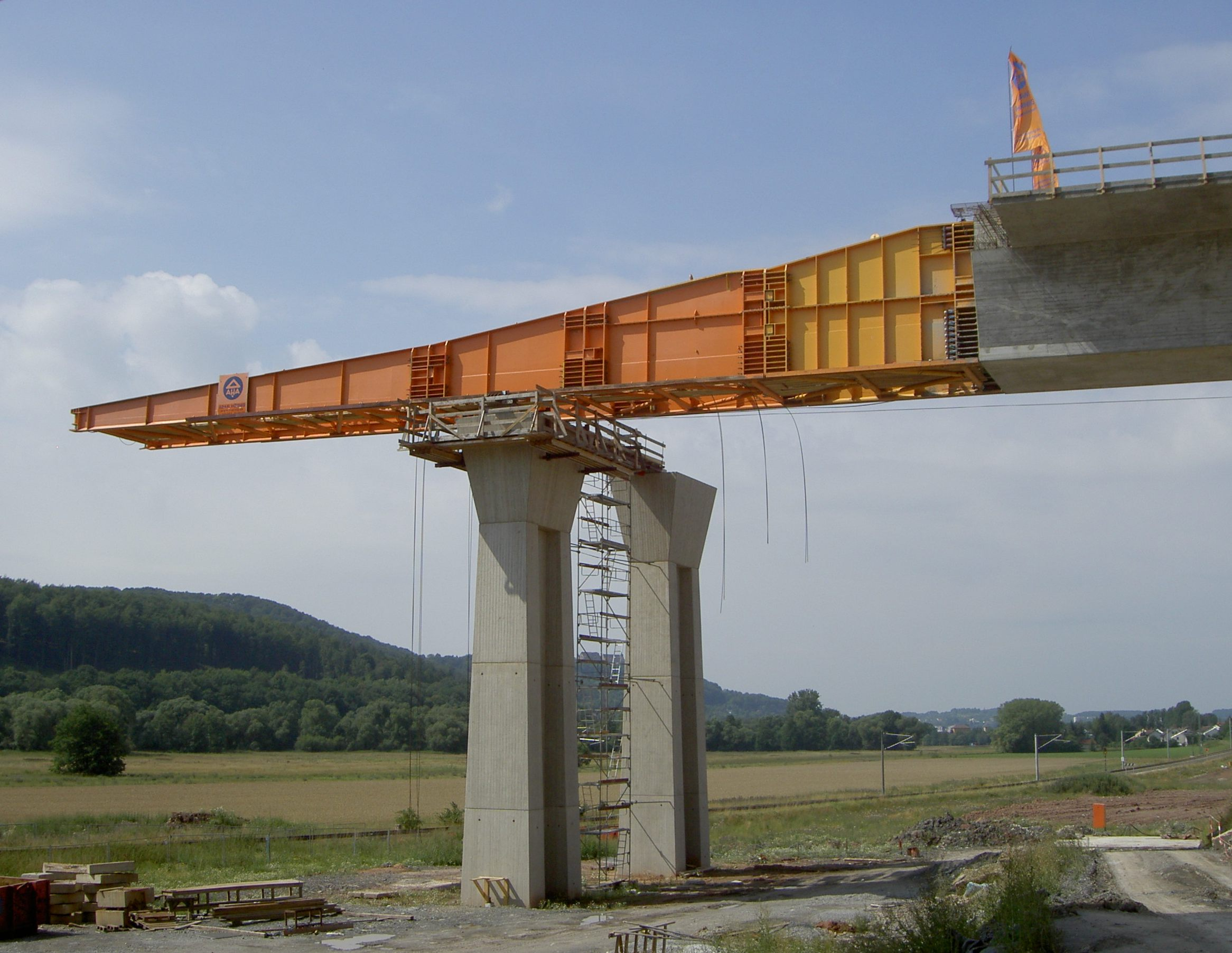
Vorbauschnabel der Itztalbrücke bei Coburg

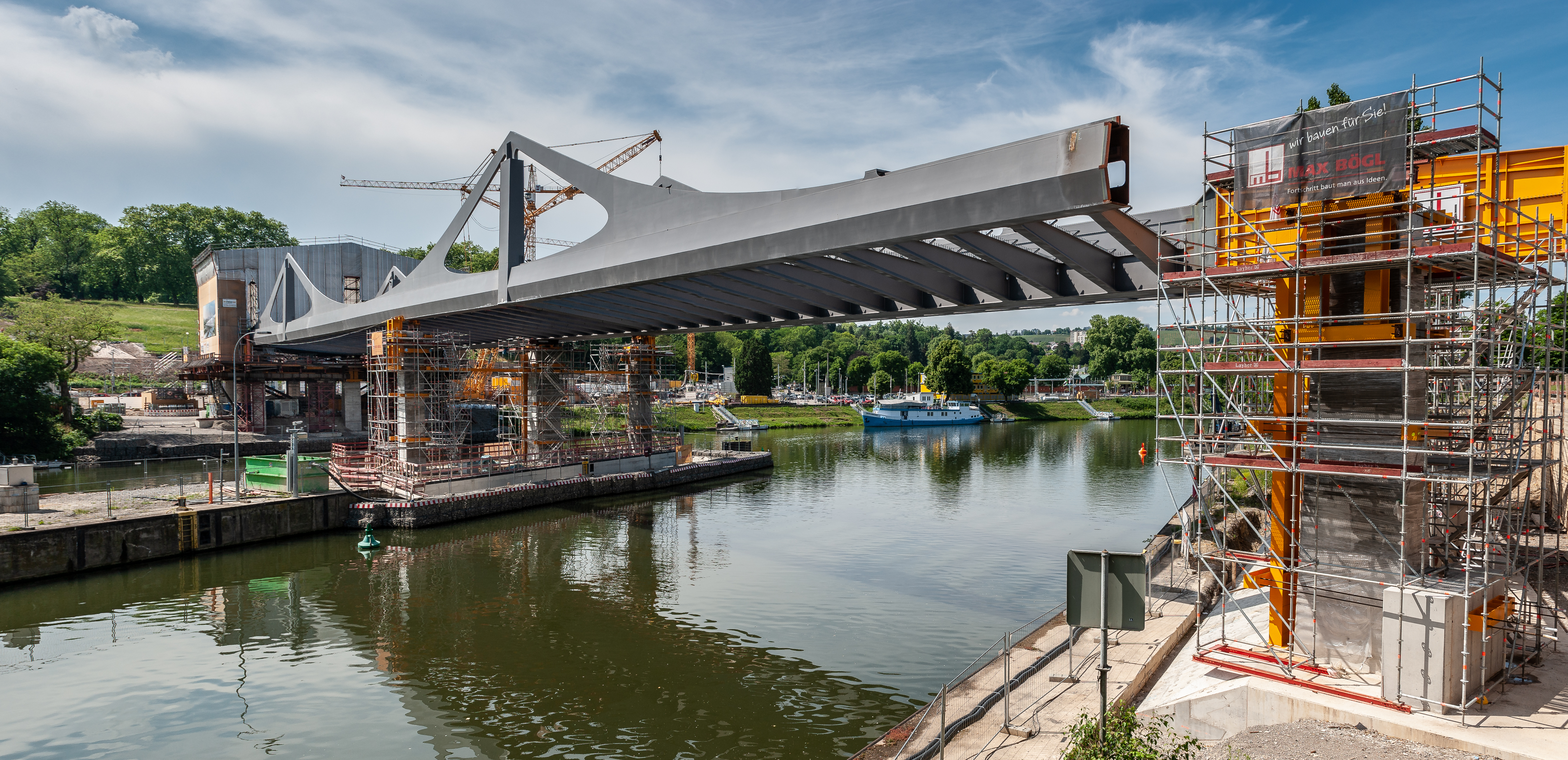
Neue Neckarbrücke Stuttgart nach dem 9. Takt. Der Vorbauschnabel hat das südliche Ufer erreicht (Mai 2018).

Hohlkastenquerschnitt einer Taktschiebebrücke

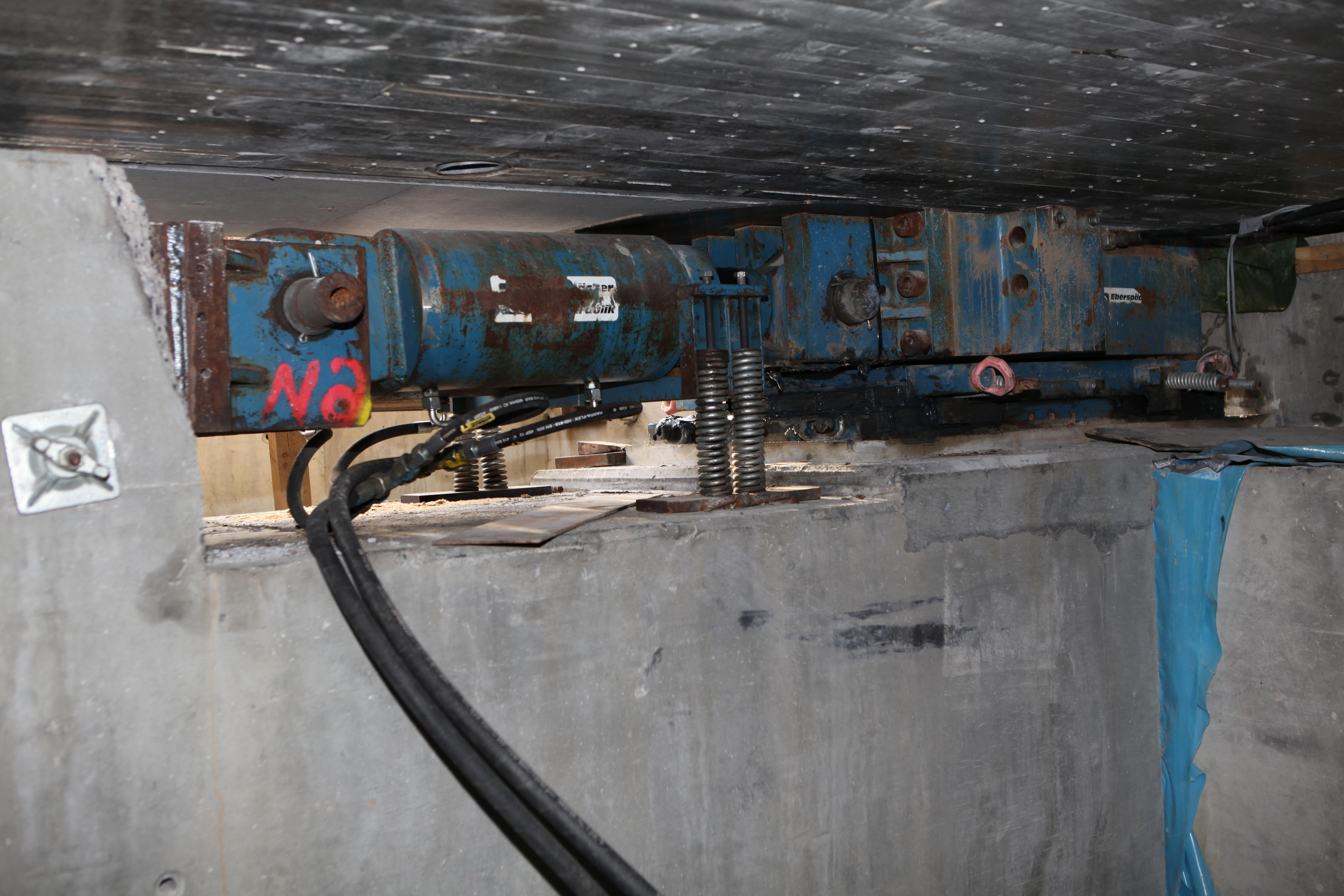
Hub-Reibe-Anlage: Vorne Schubzylinder, hinten Hubzylinder auf Gleitfläche

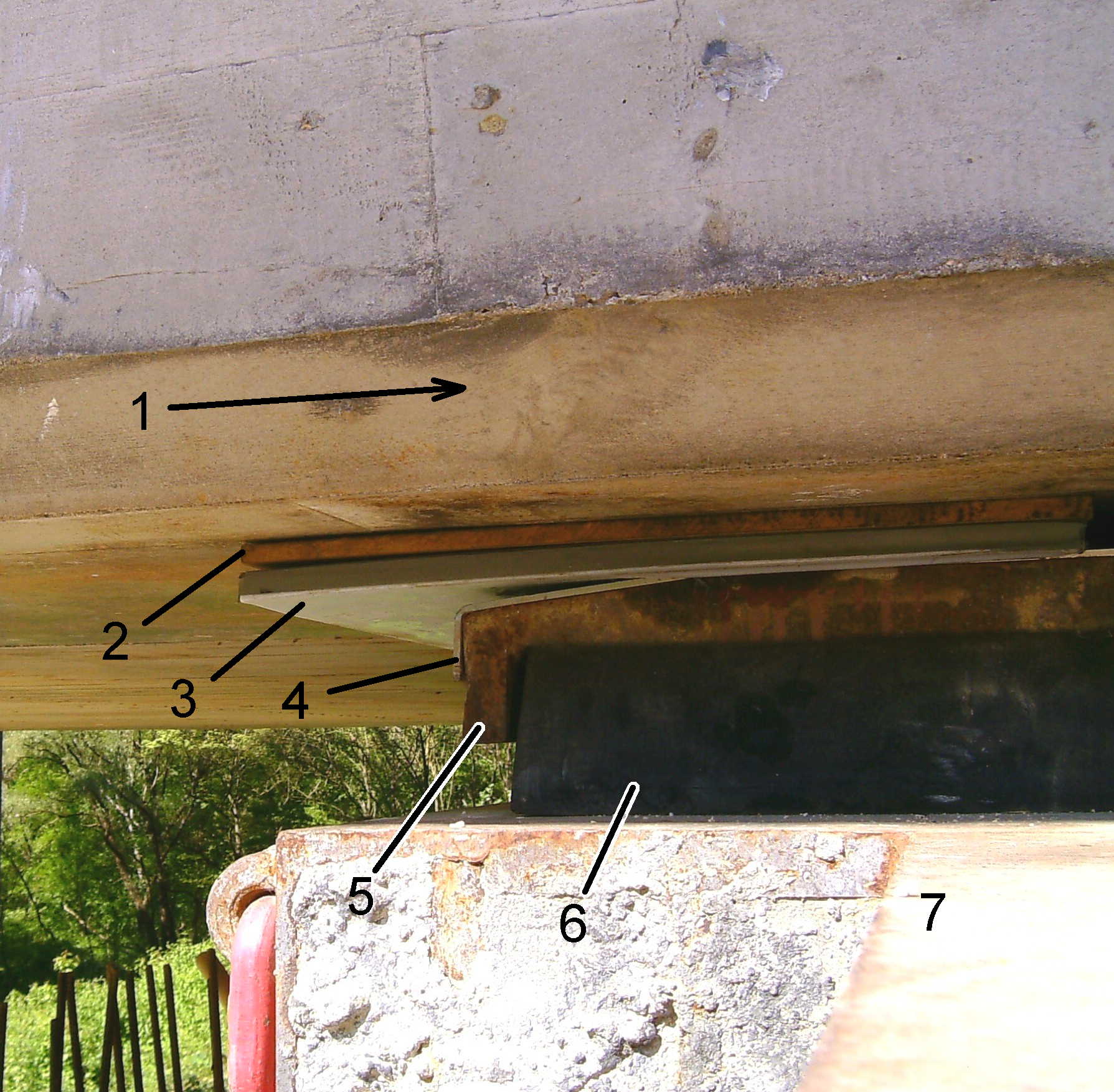
Gleitlager: 1 Schieberichtung, 2 Zwischenplatte (Presspapier), 3 Gleitplatte (Kunststoff mit Teflonbeschichtung), 4 Gleitblech, 5 Träger, 6 Zwischenplatte (Gummi), 7 Unterbau. Die Zwischenplatten (2) und Gleitplatten (3) werden links eingezogen und fallen am rechten Ende wieder heraus.

Mit Taktschiebeverfahren bezeichnet man ein Herstellungsverfahren von Brücken.
Dabei erfolgt der Bau des zusammenhängenden Brückenüberbaus (Mehrfeldträger) abschnittsweise hinter einem Widerlager in einer Fertigungsstätte, die auch als „Taktkeller“ bezeichnet wird. Nach der Fertigstellung eines Brückenabschnittes wird dieser zusammen mit den zuvor hergestellten Abschnitten über den Pfeilern verschoben („eingeschoben“), um den nächsten Abschnitt (Takt) herstellen zu können. Das Verfahren wird insbesondere bei längeren Brücken mit geradem oder nahezu kreisförmigem Grundriss und mit einheitlichem Kuppen oder Wannenhalbmesser im Aufriss angewendet.

## Geschichte
Ein Vorläufer des Verfahrens war die in den USA beim Bau von Trestle-Brücken wie z. B. der Portage Bridge angewandte Methode, das Baumaterial auf dem bis zur Brücke fertiggestellten Gleis anzuliefern und die Teile mit einem fahrbaren Kran zu ihrem Einbauort hinabzulassen. Sobald der erste Pfeiler fertig war, baute man den Fahrbahnträger und das Gleis zu ihm. Anschließend wurde der nächste Pfeiler gebaut, der wiederum mit dem Gleis verbunden wurde, und so fort.
1856 erwähnt ein anonymer Autor in einer Fachzeitschrift die beim Bau von Gitterträgerbrücken angewandte bisherige Methode, die einzelnen Gitterträger neben der Brücke vorzubereiten und dann mit Wagen über ein leichtes Gerüst an den vorgesehenen Platz zu fahren. Er schlägt dann vor, daß man die ganze Brücke am trockenen Lande zusammenfügt und dann an ihren Platz hinüberschiebt.
Dieser Vorschlag wurde zwischen 1856 und 1858 von der Fa. Benckiser in der Schweiz beim Bau von Gitterbrücken über die Thur bei Andelfingen ZH, über die Emme bei Derendingen SO sowie über die Aare bei Bern realisiert.
Beim Bau des ersten Grandfey-Viadukts bei Freiburg in der Schweiz zwischen 1857 und 1862 ließ Ferdinand Mathieu, der leitende Ingenieur des französischen Eisen- und späteren Stahlunternehmens Schneider & Cie., Le Creusot, den Gitterträgerbalken über sechs bis zu 75 m hohe Pfeiler einschieben. Dabei diente der über das Tal vorgeschobene Gitterträgerbalken als Kran zum Bau des ersten und darauf des jeweils nächsten Pfeilers.
Benckiser schob bei der Rheinbrücke Waldshut–Koblenz (1858–1859) und bei der Rheinbrücke Kehl (1858–1861) den gesamten Überbau ein. Kurz darauf wurde die Methode von Vorläufern der Unternehmen Fives-Lille und Etablissement Cail beim Bau des Viaduc de Busseau wiederholt und anschließend von Schneider & Cie beim Bau zahlreicher Eisenbrücken in ganz Europa routinemäßig angewendet, u. a. auch bei der ersten Stadlauer Ostbahnbrücke in Wien.
Diese Herstellungsart wurde zunächst insbesondere bei Eisen- und Stahlbrücken verwendet. Im Spannbetonbau wurde erstmals 1962 in Venezuela die Brücke über den Río Caroní mit Hilfe von Gleitlagern und einem Vorbauschnabel eingeschoben. Für den Bau der Wildbichler Brücke, einer Autobahnbrücke über den Inn in Kufstein, optimierten Fritz Leonhardt und Willi Baur diese Baumethode und entwickelten die auch heute noch angewendete Technik des Taktschiebeverfahrens. Die Taubertalbrücke war die erste in Deutschland nach diesem Verfahren errichtete Brücke.

## Beschreibung des Verfahrens
Beim Taktschiebeverfahren im Spannbetonbau tritt an Stelle der Herstellung von Brücken auf Lehr- oder Vorschubgerüsten eine fabrikmäßige Fertigung in sich wiederholenden Abschnitten. Dabei wird in einer ortsfesten Schalung hinter dem Widerlager der Überbau in kurzen Abschnitten (Takten) hergestellt. Die einzelnen Teilstücke werden unmittelbar aneinander betoniert und durch Spannkabel miteinander biegefest verbunden. Anschließend wird der erhärtete neue Brückenabschnitt einige Millimeter angehoben und um eine Taktlänge zusammen mit den anderen schon fertiggestellten Takten in Richtung Brückenachse nach vorne verschoben. Dies erfolgt im sogenannten Taktkeller mittels hydraulischer Pressen und PTFE-Gleitlagern. Danach wird der nächste Abschnitt an derselben Stelle in derselben Schalung hergestellt. Meist wird ein Takt pro Woche hergestellt. Am vordersten Teilstück wird ein stählerner Vorbauschnabel montiert, um die beim Verschieben bis zum Erreichen der Stützen auftretenden Kragmomente zu reduzieren. Insbesondere Hohlkastenquerschnitte sind für das Taktschieben geeignet.
Das Verfahren ist wegen seiner kurzen Transportwege, kleinen Geräteparks, guter Schalungs- und Rüstungsausnutzung sowie wiederkehrender Arbeitsvorgänge sehr wirtschaftlich. Nachteilig ist, dass verfahrensbedingt der Querschnitt des Überbaus unverändert bleiben muss und somit die für die größte Spannweite erforderliche Konstruktionshöhe maßgebend ist.
Das abschnittsweise Einschieben von Stahlbrücken (man spricht hier auch von „lancieren“) oder Stahlträgern von Verbundbrücken funktioniert in den wesentlichen Schritten analog zum Taktschieben im Spannbetonbau. Im Gegensatz dazu bezieht sich jedoch das Herstellen der Takte nur auf die Montage von Trägerteilen. Die eigentliche Herstellung der Stahlkonstruktion findet in Werkshallen statt. Durch die meist wesentlich geringeren Eigengewichte der Teile ist auch ein Vorbauschnabel oftmals nicht notwendig. Die Teilstücke können hier auch unterschiedliche Längen aufweisen. Die Größe und Masse der Einzelteile ist meist durch das Transportmittel zur Baustelle begrenzt.

## Neuere Entwicklungen
Mit dem Kontaktverfahren (Match Cast), wie es bei der Talbrücke Schnaittach angewendet wurde, ist es erstmals möglich, auch Brückenüberbauten mit veränderlich gekrümmter Achse in Grund- und Aufriss (z. B. eine Klothoide) herzustellen. Dabei ersetzt ein Näherungspolygon die veränderlich gekrümmte Achse, der die einzelnen Überbautakte wie eine Gelenkkette mit unterschiedlichen Knickwinkeln folgen. Die Taktfertigungsanlage wird dabei im Grundriss verdrehbar und eventuell auch kippbar hergestellt. Beim Anbetonieren eines neuen Taktes an den bereits erstellten Überbauzug werden die Knickwinkel eingestellt, die sich aus der Berechnung des Näherungspolygons ergeben. Der Ausgleich der beim Vorschub auftretenden seitlichen und höhenmäßigen Abweichungen des Überbaus gegenüber der Endposition erfolgt im einfachsten Fall durch querverschiebbare Verschublager auf den Pfeilern, im Fall einer veränderlichen Gradiente durch hydraulisch höhenverstellbare Lager mit einer entsprechenden Steuerung.